# Birštonas
Birštonas (česky zastarale Birštany) je (v pořadí podle velikosti 10. ze 13 v kraji) okresní město na jihu Kaunaského kraje na jihu Litvy a také lázeňské město s balneologickou léčbou a léčbou bahnem. Zde jsou prameny léčivých minerálních vod jako například „Vytautas“, „Versmė“, „Danutė“, „Vaidilutė“ a další. Leží 39 km na jih od krajského města Kaunas, 101 km na západ od Vilniusu. Je ze tří stran kromě jihovýchodní obklopeno meandrem Němenu, jehož klička sahá severozápadním směrem až k sousednímu okresnímu městu Prienai (7 km). V lázeňském městě je zděný kostel Sv. Antonína Padovského (postaven roku 1909, v tom místě byl kostel již před rokem 1529), dále pošta (PSČ:LT-59009), kulturní středisko (v něm je největší vitráž v Litvě „Lietuva“: plocha je 142 m², autor Vytautas Švarlys), poliklinika, ambulance, střední škola, škola uměmí, birštonské muzeum (založeno roku 1967), sakrální muzeum (r. 2000), rezidence starších (od r. 2007), památník Vytautase (od r. 1998, od sochaře Gediminase Jokūbonise), socha Martyna Mažvyda, socha „Dívka s píšťalou“, památník Jonu Basanavičiusovi na náměstí Jona Basanavičiuse, památník partyzánům. Je zde 85 m kopec a hradiště Birštono piliakalnis neboli Vytauto kalnas (Vytautasův kopec), které je 350 m na jih od kostela Sv. Antonína Padovského ve Vytautasově parku (zde se na jaře konají jazzové festivaly), dále kopec Dainų kalnelis (kopeček písní), dva lázeňské domy, hřebčinec, olympijské středisko kanoistiky.

## Sport
- FK Prienai fotbalový klub;
- BC Vytautas basketbalový klub;

## Partnerská města
| Město                | Znak                            | Stát     |
| -------------------- | ------------------------------- | -------- |
| Bykle                | Znak města Bykle                | Norsko   |
| Keila                | Znak města Keila                | Estonsko |
| La Croix-en-Touraine | Znak města La Croix-en-Touraine | Francie  |
| Leck                 | Znak města Leck                 | Německo  |
| Neringa              | Znak města Neringa              | Litva    |
| Sigulda              | Znak města Sigulda              | Lotyšsko |
| Sysmä                | Znak města Sysmä                | Finsko   |
| Żnin                 | Znak města Żnin                 | Polsko   |